# Моторизиран полк при Бронираната бригада
Моторизиран полк при Бронираната бригада е полк на Българската армия през Втората световна война.

## Създаване
Създаден е през 1942 г. и е придаден към бронираната бригада. Състои се от 297 моторни коли и 60 мотоциклета. Командир на полка е подполковник Васил Мутафов, а помощник-командир Иван Карамихов. В началото на септември 1944 г. е дислоциран в района на Сливница-Божурище, а от 16 септември започва да се мести към Пирот. На 30 септември 1944 г. полка се придвижва към Кула, за да прикрива границата. От 6 октомври същата година отново е разположен в района на Пирот. Води сражения при Стоин връх, Власотинци, Лесковац и долината на р. Морава с 7 СС дивизия „Принц Ойген“. След това се сражава при Прокупле, Куршумлия, Подуево, Прищина и Косово поле. Бойният ѝ път завършва с превземането на Вучитрън и Митровица. Загинали в сраженията са 113 човека.